# Lepisorus soulieanus
Lepisorus soulieanus là một loài thực vật có mạch trong họ Polypodiaceae. Loài này được (H. Christ) Ching & S.K. Wu miêu tả khoa học đầu tiên năm 1983.